# 2132 Zhukov
2132 Zhukov eller 1975 TW3 är en asteroid i huvudbältet som upptäcktes den 3 oktober 1975 av den ryska astronomen Ljudmila Tjernych vid Krims astrofysiska observatorium på Krim. Den har fått sitt namn efter Georgij Zjukov.
Asteroiden har en diameter på ungefär 30 kilometer.